# Campeonato Português de Hóquei em Patins de 1976–77
O Campeonato Português de Hóquei de Patins de 1976-77 foi a 37.ª edição do principal escalão da modalidade em Portugal.
O Sporting CP retinha o título de campeão nacional de hóquei em patins, o quarto da história e o terceiro de forma consecutiva. Os sportinguistas conquistaram também a Taça de Portugal e tornaram-se campeões da Europa, conquistando um inédito triplete.

## Equipas Participantes
| Zona Norte           | Zona Norte          |                        | Zona Sul      | Zona Sul |
| Equipa               | Localidade          | Equipa                 | Localidade    |          |
| -------------------- | ------------------- | ---------------------- | ------------- | -------- |
| AD Valongo           | Valongo             | Sporting CP            | Lisboa        |          |
| Infante de Sagres    | Porto               | AD Oeiras              | Oeiras        |          |
| FC Porto             | Porto               | Juventude Salesiana    | Estoril       |          |
| UD Oliveirense       | Oliveira de Azeméis | SL Benfica             | Lisboa        |          |
| Académica de Espinho | Espinho             | Académica da Amadora   | Amadora       |          |
| Académico do Porto   | Porto               | GD Pinto e Sotto Mayor | Lisboa        |          |
| CH Carvalhos         | Pedroso             | CUF Barreiro           | Barreiro      |          |
| AD Sanjoanense       | São João da Madeira | CD Paço de Arcos       | Paço de Arcos |          |
| Riba de Ave HC       | Riba de Ave         | CF Estremoz            | Estremoz      |          |
| Águias do Porto      | Porto               | CA Campo de Ourique    | Lisboa        |          |

## Classificação

### 1.ª Fase

#### Zona Norte
| Pos | Equipa               | J  | V  | E | D  | GM  | GS  | Diff | Pts | Qualificação/Despromoção |
| --- | -------------------- | -- | -- | - | -- | --- | --- | ---- | --- | ------------------------ |
| 1   | FC Porto             | 18 | 14 | 3 | 1  | 123 | 39  | +84  | 49  | Apuramento do Campeão    |
| 2   | Infante de Sagres    | 18 | 12 | 1 | 5  | 104 | 52  | +52  | 43  | Apuramento do Campeão    |
| 3   | CH Carvalhos         | 18 | 11 | 2 | 5  | 81  | 57  | +24  | 42  | Apuramento do Campeão    |
| 4   | AD Valongo           | 18 | 12 | 0 | 6  | 98  | 57  | +41  | 42  | Apuramento do Campeão    |
| 5   | AD Sanjoanense       | 18 | 9  | 0 | 9  | 72  | 80  | -8   | 36  |                          |
| 6   | UD Oliveirense       | 18 | 8  | 0 | 10 | 77  | 91  | -14  | 34  |                          |
| 7   | Académica de Espinho | 18 | 7  | 2 | 9  | 65  | 74  | -9   | 34  |                          |
| 8   | Riba de Ave HC       | 18 | 7  | 1 | 10 | 75  | 92  | -17  | 33  |                          |
| 9   | Académico do Porto   | 18 | 4  | 3 | 11 | 75  | 100 | -25  | 29  | II Divisão               |
| 10  | Águias do Porto      | 18 | 0  | 0 | 18 | 40  | 168 | -128 | 18  | II Divisão               |

#### Zona Sul
| Pos | Equipa                 | J  | V  | E | D  | GM  | GS  | Diff | Pts | Qualificação/Despromoção |
| --- | ---------------------- | -- | -- | - | -- | --- | --- | ---- | --- | ------------------------ |
| 1   | Sporting CP            | 18 | 16 | 1 | 1  | 161 | 61  | +100 | 51  | Apuramento do Campeão    |
| 2   | AD Oeiras              | 18 | 14 | 1 | 3  | 115 | 65  | +50  | 47  | Apuramento do Campeão    |
| 3   | SL Benfica             | 18 | 11 | 1 | 6  | 106 | 88  | +18  | 41  | Apuramento do Campeão    |
| 4   | CUF Barreiro           | 18 | 11 | 1 | 6  | 108 | 79  | +29  | 41  | Apuramento do Campeão    |
| 5   | Académica da Amadora   | 18 | 6  | 2 | 10 | 78  | 92  | -14  | 32  |                          |
| 6   | Juventude Salesiana    | 18 | 6  | 2 | 10 | 77  | 92  | -15  | 32  |                          |
| 7   | CD Paço de Arcos       | 18 | 6  | 2 | 10 | 85  | 102 | -17  | 32  |                          |
| 8   | CA Campo de Ourique    | 18 | 6  | 2 | 10 | 84  | 122 | -38  | 32  |                          |
| 9   | GD Pinto e Sotto Mayor | 18 | 4  | 2 | 12 | 87  | 136 | -49  | 28  | II Divisão               |
| 10  | CF Estremoz            | 18 | 2  | 2 | 14 | 50  | 114 | -64  | 23  | II Divisão               |

### 2.ª Fase

#### Apuramento do Campeão
| Pos | Equipa            | J  | V  | E | D  | GM  | GS  | Diff | Pts | Qualificação/Despromoção     |
| --- | ----------------- | -- | -- | - | -- | --- | --- | ---- | --- | ---------------------------- |
| 1   | Sporting CP       | 14 | 12 | 1 | 1  | 121 | 46  | +75  | 39  | Taça dos Campeões Europeus   |
| 2   | AD Oeiras         | 14 | 11 | 1 | 2  | 79  | 40  | +39  | 37  | Taça dos Vencedores de Taças |
| 3   | AD Valongo        | 14 | 7  | 2 | 5  | 56  | 59  | -3   | 30  | Taça dos Campeões Europeus   |
| 4   | FC Porto          | 14 | 7  | 0 | 7  | 61  | 60  | +1   | 28  |                              |
| 5   | CUF Barreiro      | 14 | 7  | 0 | 7  | 51  | 62  | -11  | 28  |                              |
| 6   | SL Benfica        | 14 | 5  | 0 | 9  | 57  | 75  | -18  | 24  |                              |
| 7   | Infante de Sagres | 14 | 4  | 0 | 10 | 44  | 69  | -25  | 22  |                              |
| 8   | CH Carvalhos      | 14 | 1  | 0 | 13 | 42  | 100 | -58  | 15  | Taça dos Vencedores de Taças |

Fonte:
| Campeão Nacional 1976/1977 |
| -------------------------- |
|                            |
| Sporting CP 4.° Título     |